# Minas de Aroa
Las minas de Aroa son minas de cobre en el estado Yaracuy, en Venezuela. Han sido explotadas desde 1632, y por algún tiempo fueron propiedad de la familia de Simón Bolívar.

## Historia
Bolívar arrendó las minas a una compañía inglesa para ayudar a financiar la guerra de independencia, y las minas fueron operadas por compañías inglesas, utilizando mineros de Cornualles y de Venezuela, hasta 1936. Hoy las minas están cerradas y parcialmente inundadas. Forman parte del Parque Bolivariano Minas de Aroa y pueden ser visitadas por el público.

El cobre se exportaba por Boca de Aroa y Tucacas, hacia Europa, específicamente al puerto de Swansea en el país de Gales (Inglaterra). A finales de 1832, un ingeniero inglés, John Hawkshaw, viajó a Aroa con el fin de llevar a cabo una serie de estudios sobre las minas, siendo el primero en pensar en el establecimiento de un ferrocarril para el transporte del mineral entre Aroa y Tucacas. En agosto de 1836, una partida de negros cimarrones asaltó las instalaciones de las minas, matando a los ingleses que ahí se encontraban. Este trágico suceso, al cual se sumaban las muertes causadas por la insalubridad del clima y la malaria, llevó a la Bolívar Mining Association a suspender toda actividad en la zona. Otra compañía inglesa, La Quebrada Land and Mining Company, reanudó los trabajos en 1860. El 7 de febrero de 1877 quedó concluida la línea férrea Aroa-Tucacas, construida y operada por la Bolívar Railway Company Limited, subsidaria de La Quebrada. En la estación de las Minas de Aroa se dieron cita el presidente Antonio Guzmán Blanco y una comitiva presidencial integrada por ministros, diplomaticos, y personalidades como Henry Lord Boulton, Carlos Hans, Henry Valentiner, Gustavo Vollmer, Juan Rohl y el general Lino Duarte Level. Este fue el primer ferrocarril que tuvo Venezuela. Entre 1878 y 1892, se explotaron más de 75.000 t de cobre, siendo Aroa y su ferrocarril una inversión de alta rentabilidad. Para 1890, Venezuela era el sexto productor mundial de cobre; pero, a partir de 1892, el agotamiento de las vetas cupríferas marcó el final de la era de prosperidad. En 1896, una nueva compañía inglesa, la Aroa Mines Limited, se encargaba de la explotación de las minas, pero solo pudo iniciar nuevamente sus trabajos en 1908 con resultados poco alentadores. Casi inmediatamente, le traspasó su concesión a la South American Copper Limited, otra compañía inglesa, la cual reinició la explotación de las minas hasta 1936, cuando prácticamente se paralizaron todos los trabajos. 

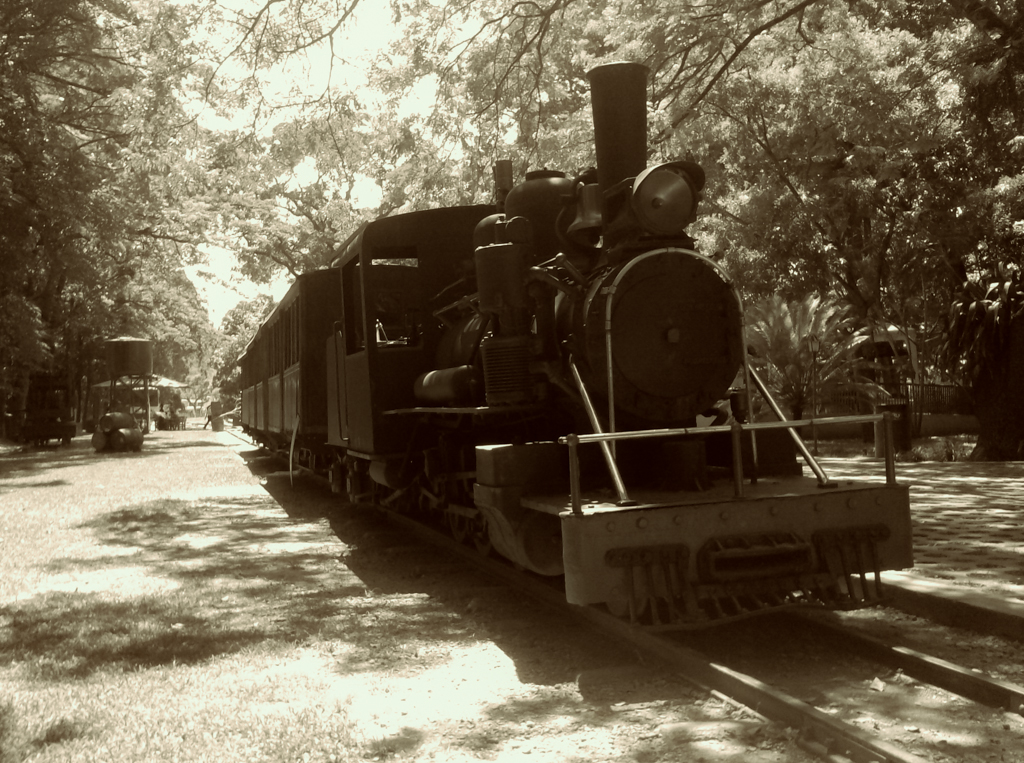
Tren Tucacas-Minas de Aroa

En 1955, la South American Copper le cedía su propiedad sobre las minas a la compañía venezolana La Providencia por Bs. 150.000, la cual, a su vez, la revendió al Instituto Venezolano de Petroquímica (IVP),en 1956, por Bs. 2.600.000. Comprobada definitivamente la poca rentabilidad de las minas, el IVP resuelve, en 1972 traspasarlas a la gobernación del estado Yaracuy. Desde 1974, las minas de Aroa han sido convertidas en parque nacional y museo. Hoy en día, son conocidas popularmente como las minas del Libertador.
Bibliografía directa: Ramírez, Carmen De, comp. Bolívar y sus minas de Aroa. San Felipe: Junta Estadal del Natalicio del Libertador, 1985; Parque Bolivariano, Minas de Aroa: museo histórico. [Caracas]: Instituto Nacional de Parques, [1983]; Verna, Paúl. Las minas del Libertador. Caracas: Ediciones de la Presidencia de la República, 1977; Zuloaga, Nicomedes. Las minas de Aroa, propiedad de la South American Copper Syndicate Ltd. y sus nuevos denunciantes. Caracas: Tipografía del Comercio, [1915].